# David B. Feinberg
David B. Feinberg (* 25. November 1956 in Lynn, Massachusetts; † 2. November 1994 in New York City) war ein US-amerikanischer Autor und AIDS-Aktivist.

## Leben
Feinberg wurde in Lynn, Massachusetts geboren und wuchs in Syracuse im Bundesstaat New York auf. Er studierte Mathematik am Massachusetts Institute of Technology, wo er 1977 graduierte. Während des Studiums besuchte er einen Kurs im Kreativen Schreiben bei dem Schriftsteller John Hersey. Nach kurzem Aufenthalt in Kalifornien zog Feinberg nach New York City. Als Computerprogrammierer arbeitete er für die Modern Language Association of America (MLA) in New York City und studierte bis 1981 an der New York University Linguistik, wo er seinen Masterabschluss erreichte. 1987 wurde Feinberg Mitglied der Organisation AIDS Coalition To Unleash Power (Act Up). Als Autor verfasste er mehrere Werke. In seinen beiden Romanen Spontaneous Combustion (1991) und Eighty-Sixed (1989) schreibt Feinberg über einen fiktiven schwulen jüdischen Erzähler namens BJ Rosenthal, der in Zeiten der AIDS-Krise durch das Leben und die Liebe in New York City wandelt. Feinberg verstarb am 2. November 1994 mit 37 Jahren an den Folgen von AIDS im St. Vincent’s Hospital in Manhattan. Feinbergs Arbeiten werden von der Abteilung Manuskripte und Archive der New York Public Library aufbewahrt.

## Werke (Auswahl)
- Calculus. Roman, 1979 (unveröffentlicht).
- Eighty-Sixed. Viking, New York 1989, ISBN 0-670-82315-5.
- Spontaneous Combustion. Viking, New York 1991, ISBN 0-670-83813-6.
- Queer and Loathing. Viking, New York 1994, ISBN 0-670-85766-1.[3]

## Auszeichnungen und Preise (Auswahl)
- 1990: Lambda Literary Award für Eighty-Sixed
- 1990: Stonewall Book Award für Eighty-Sixed